# Макаров Володимир Іванович
Макаров Володимир Іванович (* 14 квітня 1962) — начальник дільниці відокремленого підрозділу «Шахтоуправління «Луганське»» державного підприємства «Луганськвугілля», Герой України.

## Нагороди
- Звання «Герой України» з врученням ордена Держави (27 серпня 2008) — за вагомий особистий внесок у зміцнення енергетичного потенціалу держави, багаторічну самовіддану шахтарську працю та з нагоди Дня шахтаря[1]
- Орден «За заслуги» III ст. (27 серпня 2003) — за високий професіоналізм, значний особистий внесок у формування та реалізацію пріоритетних напрямів інноваційної діяльності у вугільній промисловості[2]